# جيمس هال (مغني)
جيمس هال (بالإنجليزية: James Hall)‏ هو مغني أمريكي، ولد في 2 يناير 1968 في هيوستن في الولايات المتحدة.

## وصلات خارجية
- الموقع الرسمي
- جيمس هال على موقع ميوزك برينز (الإنجليزية)
- جيمس هال على موقع أول ميوزيك (الإنجليزية)
- جيمس هال على موقع ديسكوغز (الإنجليزية)